# Silvio Giuseppe Mercati
Silvio Giuseppe Mercati, pseudonyme de Giuseppe Mercati (né à Reggio d'Émilie le 16 septembre 1877 –  et mort à Rome le 16 octobre 1963), est un historien, philologue et académicien italien, spécialiste de l'Empire byzantin.

## Biographie
Giuseppe Mercati naît dans une famille cultivée et pieuse de Villa Gaida (quartier de Reggio d'Émilie). Son père Domenico est vétérinaire, son oncle Giuseppe est curé et érudit. Le père, Domenico Mercati, abrite chez lui l'ancienne bibliothèque du couvent de la Madonna dell'Olmo fermé en 1859. Ses frères aînés, Giovanni (né en 1866 et futur cardinal) et Angelo (né en 1870 et futur préfet des archives du Vatican), deviendront des ecclésiastiques érudits.

### Formation
Après ses études classiques suivies au lycée Lazzaro Spallanzani de Reggio d'Émilie et son baccalauréat classique obtenu en 1896, il s'inscrit en lettres classiques à l'Académie scientifico-littéraire de Milan, où il suit notamment les cours de paléographie de Ceriani. L'année suivante, il quitte Milan (où résidait son frère Giovanni, docteur de la Bibliothèque ambrosienne depuis 1893) afin de suivre les cours de l'université de Naples (1897-1899), puis de Rome (1899-1900) et enfin de Bologne dont il sort diplômé en 1905 avec une thèse intitulée «Studi sulle versioni greche di Efrem Siro. Contributi alla critica del testo ed alla storia della metrica bizantina antica». Après avoir enseigné les lettres classiques au lycée de Montecassino pendant trois ans, il se rend en Allemagne de 1907 à 1909, grâce à une bourse d'études de la Fondazione Villari, afin de se perfectionner dans la philologie classique et médiévale aux universités de Göttingen (où il a pour professeur Wilhelm Meyer) et de Munich (où il a pour professeur Karl Krumbacher).

### Activité scientifique
Après son doctorat, Giuseppe Mercati poursuit ses recherches sur Éphrem le Syrien, examinant les manuscrits de diverses bibliothèques italiennes et européennes et publiant des travaux dans des revues spécialisées. Afin d'éviter la confusion avec son frère, Mgr Giovanni Mercati, qui avait déjà publié des travaux dans des revues telles que Byzantinische Zeitschrift ou Journal of theological studies, Giuseppe Mercati ajoute à partir de 1908 à son nom de baptême Giuseppe le nom de Silvio, signant ainsi Giuseppe Silvio Mercati. En 1915, à l'occasion de la publication du premier volume des versions grecques d'Éphrem le Syrien, il intervertit les deux noms, assumant désormais le nom de Silvio Giuseppe Mercati, jusqu'à la fin de ses jours.
Il est professeur de 1918 à 1924 à l'Institut pontifical oriental. Après Rome, il devient professeur extraordinaire de langue et de littérature grecque à l'université de Catane (1924-1925). En 1925, il est professeur de philologie et d'histoire byzantine à la Sapienza, où il enseigne jusqu'en 1949, assumant aussi l'enseignement de la paléographie grecque et de la papyrologie. Il est à l'époque l'auteur de nombreux travaux, publie notamment les textes de Kékauménos (1925), de Théophilatte, archevêque d'Ocride (1925), de Matthieu de Myre (1925, 1927), de Mitrophane, métropolite de Smyrne, d'Anastase le Protospathaire, de Léon le Patrice (1929), de Michel Choniatès (1935), de Léon VI le Sage (1936), de Nicéphore Ouranos (1950) et de Nicéphore Chrysoberge (1951). Il accomplit de nombreux voyages d'études à l'étranger (Rhodes, Patmos, mont Athos); il dirige la collection «Studi bizantini e neoellenici» du troisième jusqu'au dixième volume, organise le conquième congrès international d'études byzantines (à Rome en 1936) et forme de nombreux disciples.

## Œuvres choisies
- (la) S. Ephraem Syri opera, textum Syriacum, Graecum, Latinum ad fidem codicum recensuit prolegominis, notis, indicibus instruxit Sylvius Joseph Mercati, Romae: Sumptibus Pontificii instituti Biblici, 1915
- (it) Collectanea byzantina; con introduzione e a cura di Augusta Acconcia Longo; prefazione di Giuseppe Schirò, 2 voll., Bari: Dedalo libri, 1970